# Vithalwadi
Vithalwadi est une ville du district de Thane dans l’État indien du Maharashtra et la grande région métropolitaine de Bombay. 